# Мі мажор
Мі мажор (англ. E major, нім. E-dur) — мажорна тональність, тонікою якої є звук мі. Гама мі-мажор містить звуки: 
 мі - фа♯ - соль♯ - ля - сі - до♯ - ре♯
E - F♯ - G♯ - A - B - C♯ - D♯.
Паралельна тональність — до-дієз мінор, однойменний мінор — мі мінор.Мі мажор має чотири дієзи біля ключа (фа-, до-, соль-, ре-).

## Найвідоміші твори, написані в цій тональності
- Й. С. Бах — прелюдія та фуга з 1-го та 2-го зошитів ДТК
- Дж. Россіні — Увертюра до опери «Вільгельм Телль»
- Ф. Шуберт — Симфонія № 7
- Ф. Шопен — Етюд №3
- М. Леонтович — «Літні тони»[2]
- Л. Ревуцький — Симфонія №2
- «The Beatles» — Day Tripper
- «ABBA» — Thank You For The Music